# Tom Heaton
Thomas David Heaton (Chester, 15 aprile 1986) è un calciatore inglese, portiere del Manchester Utd.

## Carriera

### Club

#### Manchester United e prestiti vari
Cresce nelle giovanili del Manchester United senza riuscire mai a debuttare nella prima squadra. Dal 2005 inizia ad essere ceduto in prestito, prima allo Swindon Town e all'Anversa, quindi nel 2008-2009 al Cardiff City dove disputa la sua prima stagione da titolare aiutando la squadra a qualificarsi per i play-off.

#### Cardiff City e Bristol City

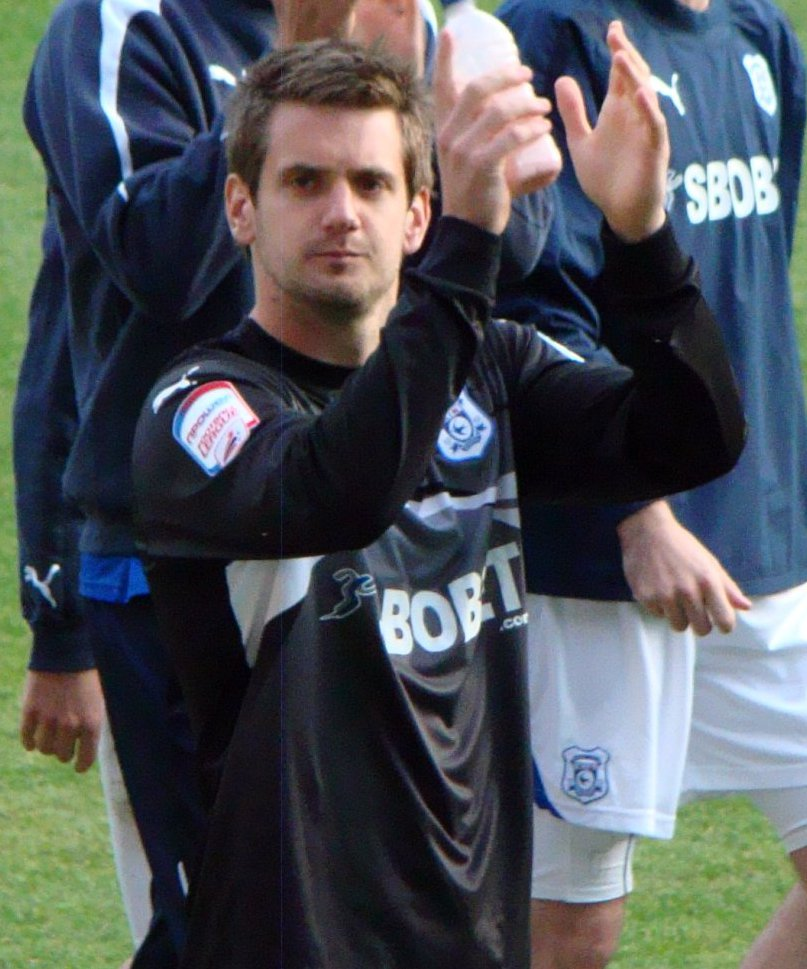
Heaton al Cardiff City nel 2011.

Dopo vari prestiti ad altri club di serie inferiori inglesi nel 2010-2011 torna al Cardiff City, questa volta a titolo definitivo. Dopo l'infortunio del portiere titolare David Marshall diventa il numero 1 e aiuta la squadra a raggiungere la 4ª posizione in campionato, fallendo però la promozione in Premier League.
L'anno successivo parte di nuovo da riserva di Marshall e alla fine dell'anno rifiuta il nuovo contratto propostogli preferendo accasarsi al Bristol City.
Nella squadra inglese ottiene finalmente il posto da titolare, ma la stagione si rivela presto disastrosa, concludendosi con un ultimo posto a 10 punti dalla penultima classificata.

#### Burnley

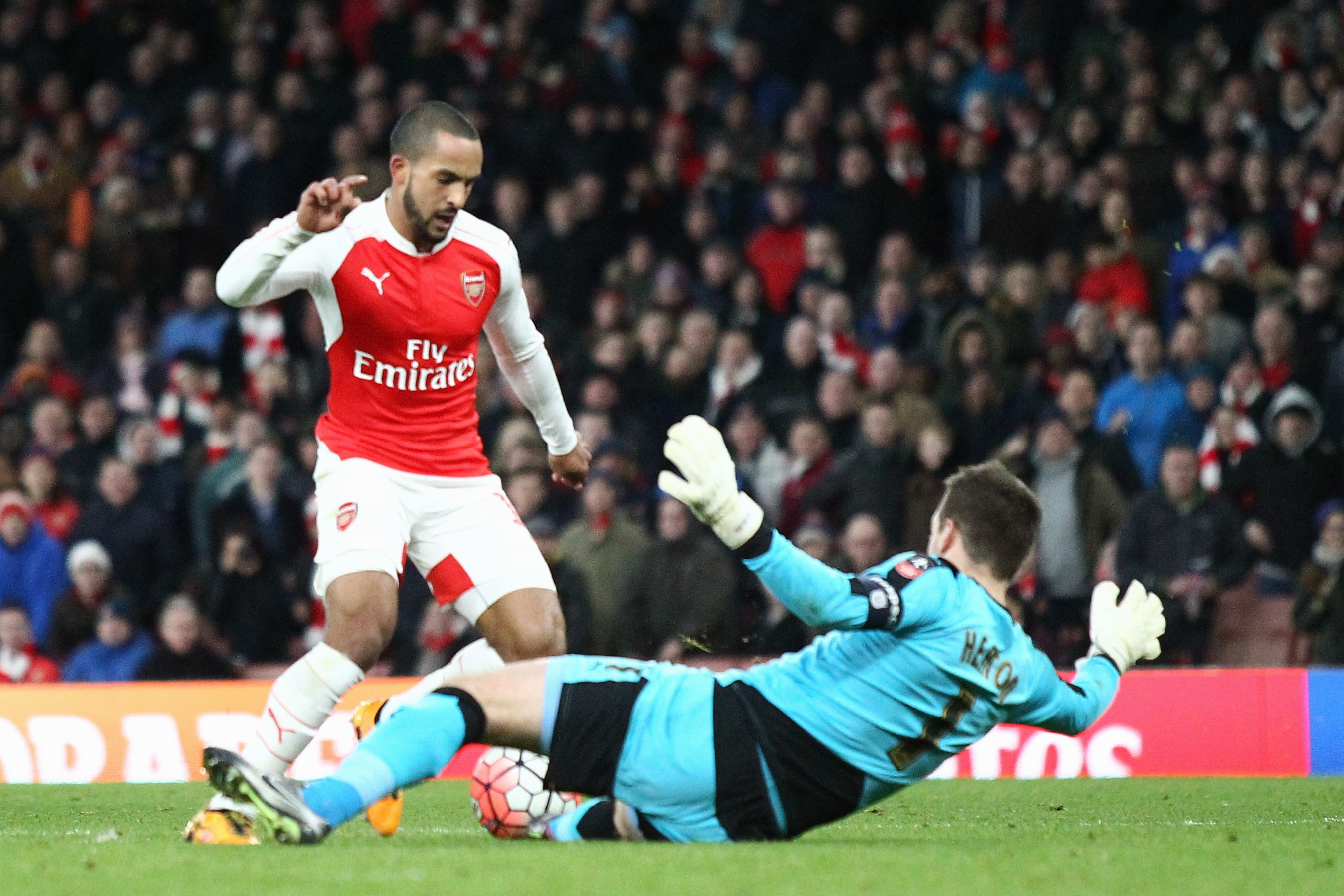
Heaton, nel 2016, in uscita sull'attaccante dell'Arsenal Walcott.

L'anno seguente cambia nuovamente squadra, firmando un contratto di due anni con il Burnley e ottenendo subito la promozione diretta in Premier League, grazie al 2º posto ottenuto in Championship alle spalle del Leicester City. Dopo il penultimo posto nella Premier League 2014-2015, la squadra si riscatta immediatamente ottenendo una nuova promozione nella massima serie grazie alla vittoria della Championship 2015-2016, durante la quale Heaton mantiene inviolata la porta in ben 20 occasioni, secondo solo al portiere del Middlesbrough Dīmītrios Kōnstantopoulos.
Il 20 luglio 2016 firma un nuovo contratto che lo lega fino al 2020 con il club del Lancashire ed inizia la sua quarta stagione da titolare, la seconda in Premier League. Il 29 ottobre risultò decisivo nel pareggio per 0-0 ottenuto proprio in casa del suo vecchio club, il Manchester United, mantenendo la porta inviolata nonostante i 37 tiri in porta degli avversari.

#### Aston Villa
Il 1º agosto del 2019 viene acquistato a titolo definitivo dall'Aston Villa neopromosso in Premier League. Ai Villans non trova molto spazio a causa della presenza dell'argentino Emiliano Martínez, arrivato dall'Arsenal.
Il 28 maggio 2021 viene comunicato il suo addio al club.

#### Ritorno al Manchester United
Il 2 luglio 2021 viene ufficializzato il suo ritorno al Manchester United, con un contratto biennale. Il 2 luglio 2024, ha firmato un prolungamento di contratto di un anno con il club.

### Nazionale
Dopo aver giocato in tutte le rappresentative giovanili inglesi, dall'Under 16 all'Under 21, il 21 maggio 2015 ottiene la prima convocazione nella nazionale maggiore per l'amichevole con l'Irlanda e la partita di qualificazione agli Europei 2016 contro la Slovenia. Debutta finalmente nell'amichevole di preparazione agli Europei contro l'Australia allo Stadium of Light, subentrando all'87º minuto a Fraser Forster e diventando così il primo giocatore del Burnley a giocare con la nazionale maggiore dal 1974.
Viene convocato come riserva (terzo portiere) per gli Europei 2016 in Francia.
Il 16 maggio 2018, è stato uno dei cinque giocatori inseriti nella lista di riserva per la squadra inglese di 23 uomini per la Coppa del Mondo FIFA 2018. Heaton faceva anche parte della squadra che si è classificata terza nelle Finali della UEFA Nations League 2019 in Portogallo, il miglior risultato internazionale dell'Inghilterra dal UEFA Euro 1968. Il 10 giugno 2024, Heaton è stato convocato dall'Inghilterra come portiere di riserva per gli allenamenti durante l'UEFA Euro 2024.

## Statistiche

### Presenze e reti nei club
Statistiche aggiornate al 7 maggio 2023.
| Stagione              | Squadra               | Campionato            | Campionato | Campionato | Coppe nazionali | Coppe nazionali | Coppe nazionali | Coppe continentali | Coppe continentali | Coppe continentali | Altre coppe | Altre coppe | Altre coppe | Totale | Totale |
| Stagione              | Squadra               | Comp                  | Pres       | Reti       | Comp            | Pres            | Reti            | Comp               | Pres               | Reti               | Comp        | Pres        | Reti        | Pres   | Reti   |
| --------------------- | --------------------- | --------------------- | ---------- | ---------- | --------------- | --------------- | --------------- | ------------------ | ------------------ | ------------------ | ----------- | ----------- | ----------- | ------ | ------ |
| 2005-gen. 2006        | Swindon Town          | FL1                   | 14         | -23        | FACup+CdL       | 2+1             | -6 + -3         | -                  | -                  | -                  | FLT         | 2           | -2          | 19     | -34    |
| gen.-giu. 2006        | Anversa               | D2                    | 0          | 0          | CB              | 0               | 0               | -                  | -                  | -                  | -           | -           | -           | 0      | 0      |
| 2006-2007             | Manchester Utd        | PL                    | 0          | 0          | FACup+CdL       | 0+0             | 0               | UCL                | 0                  | 0                  | -           | -           | -           | 0      | 0      |
| 2007-2008             | Manchester Utd        | PL                    | 0          | 0          | FACup+CdL       | 0+0             | 0               | UCL                | 0                  | 0                  | CS          | 0           | 0           | 0      | 0      |
| 2008-2009             | Cardiff City          | FLC                   | 21         | -23        | FACup+CdL       | 1+2             | -4 + -2         | -                  | -                  | -                  | -           | -           | -           | 24     | -29    |
| ago.-nov. 2009        | QPR                   | FLC                   | 0          | 0          | FACup+CdL       | 0+2             | -2              | -                  | -                  | -                  | -           | -           | -           | 2      | -2     |
| nov.-dic. 2009        | Rochdale              | FL2                   | 12         | -11        | FACup+CdL       | 0+0             | 0               | -                  | -                  | -                  | FLT         | -           | -           | 12     | -11    |
| gen.-feb. 2010        | Manchester Utd        | PL                    | 0          | 0          | FACup+CdL       | 0+0             | 0               | UCL                | 0                  | 0                  | -           | -           | -           | 0      | 0      |
| feb.-giu. 2010        | Wycombe               | FL1                   | 16         | -20        | FACup+CdL       | -               | -               | -                  | -                  | -                  | FLT         | -           | -           | 16     | -20    |
| 2010-2011             | Cardiff City          | FLC                   | 27         | -31        | FACup+CdL       | 1+2             | -2 + -3         | -                  | -                  | -                  | -           | -           | -           | 30     | -36    |
| 2011-2012             | Cardiff City          | FLC                   | 2          | 0          | FACup+CdL       | 1+7             | -4 + -7         | -                  | -                  | -                  | -           | -           | -           | 10     | -11    |
| Totale Cardiff City   | Totale Cardiff City   | Totale Cardiff City   | 50         | -54        |                 | 14              | -22             |                    | -                  | -                  |             | -           | -           | 64     | -76    |
| 2012-2013             | Bristol City          | FLC                   | 43         | -77        | FACup+CdL       | 1+0             | -2              | -                  | -                  | -                  | -           | -           | -           | 44     | -79    |
| 2013-2014             | Burnley               | FLC                   | 46         | -36        | FACup+CdL       | 1+3             | -4 + -3         | -                  | -                  | -                  | -           | -           | -           | 50     | -43    |
| 2014-2015             | Burnley               | PL                    | 38         | -53        | FACup+CdL       | 2+0             | -5              | -                  | -                  | -                  | -           | -           | -           | 40     | -58    |
| 2015-2016             | Burnley               | FLC                   | 46         | -35        | FACup+CdL       | 2+0             | -3              | -                  | -                  | -                  | -           | -           | -           | 48     | -38    |
| 2016-2017             | Burnley               | PL                    | 35         | -48        | FACup+CdL       | 1+0             | -1              | -                  | -                  | -                  | -           | -           | -           | 36     | -49    |
| 2017-2018             | Burnley               | PL                    | 4          | -4         | FACup+CdL       | 0+0             | 0               | -                  | -                  | -                  | -           | -           | -           | 4      | -4     |
| 2018-2019             | Burnley               | PL                    | 18         | -24        | FACup+CdL       | 0+1             | -2              | UEL                | 2                  | -4                 | -           | -           | -           | 21     | -30    |
| Totale Burnley        | Totale Burnley        | Totale Burnley        | 187        | -200       |                 | 10              | -18             |                    | 2                  | -4                 |             | -           | -           | 199    | -222   |
| 2019-2020             | Aston Villa           | PL                    | 20         | -35        | FACup+CdL       | 0+0             | 0               | -                  | -                  | -                  | -           | -           | -           | 20     | -35    |
| 2020-2021             | Aston Villa           | PL                    | 0          | 0          | FACup+CdL       | 0+0             | 0               | -                  | -                  | -                  | -           | -           | -           | 0      | 0      |
| Totale Burnley        | Totale Burnley        | Totale Burnley        | 20         | -35        |                 | 0               | 0               |                    | -                  | -                  |             | -           | -           | 20     | -35    |
| 2021-2022             | Manchester Utd        | PL                    | 0          | 0          | FACup+CdL       | 0+0             | 0               | UCL                | 1                  | 0                  | -           | -           | -           | 1      | -0     |
| 2022-2023             | Manchester Utd        | PL                    | 0          | 0          | FACup+CdL       | 0+2             | 0+0             | UEL                | 0                  | 0                  | -           | -           | -           | 2      | -0     |
| Totale Manchester Utd | Totale Manchester Utd | Totale Manchester Utd | 0          | 0          |                 | 2               | 0               |                    | 1                  | 0                  |             | -           | -           | 3      | -0     |
| Totale carriera       | Totale carriera       | Totale carriera       | 342        | -420       |                 | 32              | -53             |                    | 3                  | -4                 |             | 2           | -2          | 379    | -479   |

### Cronologia presenze e reti in nazionale
| Cronologia completa delle presenze e delle reti in nazionale ― Inghilterra | Cronologia completa delle presenze e delle reti in nazionale ― Inghilterra | Cronologia completa delle presenze e delle reti in nazionale ― Inghilterra | Cronologia completa delle presenze e delle reti in nazionale ― Inghilterra | Cronologia completa delle presenze e delle reti in nazionale ― Inghilterra | Cronologia completa delle presenze e delle reti in nazionale ― Inghilterra | Cronologia completa delle presenze e delle reti in nazionale ― Inghilterra | Cronologia completa delle presenze e delle reti in nazionale ― Inghilterra |
| Data                                                                       | Città                                                                      | In casa                                                                    | Risultato                                                                  | Ospiti                                                                     | Competizione                                                               | Reti                                                                       | Note                                                                       |
| -------------------------------------------------------------------------- | -------------------------------------------------------------------------- | -------------------------------------------------------------------------- | -------------------------------------------------------------------------- | -------------------------------------------------------------------------- | -------------------------------------------------------------------------- | -------------------------------------------------------------------------- | -------------------------------------------------------------------------- |
| 27-5-2016                                                                  | Sunderland                                                                 | Inghilterra                                                                | 2 – 1                                                                      | Australia                                                                  | Amichevole                                                                 | -                                                                          | 87’                                                                        |
| 15-11-2016                                                                 | Londra                                                                     | Inghilterra                                                                | 2 – 2                                                                      | Spagna                                                                     | Amichevole                                                                 | -2                                                                         | 46’                                                                        |
| 13-6-2017                                                                  | Saint-Denis                                                                | Francia                                                                    | 3 – 2                                                                      | Inghilterra                                                                | Amichevole                                                                 | -2                                                                         | 46’                                                                        |
| Totale                                                                     |                                                                            | Presenze                                                                   | 3                                                                          |                                                                            | Reti                                                                       | -4                                                                         |                                                                            |

## Palmarès

### Club

#### Competizioni giovanili
- FA Youth Cup: 1

Manchester United: 2002-2003

#### Competizioni nazionali
- Football League Championship: 1

Burnley: 2015-2016
- Coppa di Lega inglese: 1

Manchester United: 2022-2023
- Coppa d'Inghilterra: 1

Manchester United: 2023-2024